# 白山神社舞楽
白山神社舞楽（はくさんじんじゃぶがく）は、新潟県糸魚川市大字能生の能生白山神社に伝わる民俗芸能の舞楽。能生白山神社の4月24日の祭礼に奉納される舞楽で、稚児舞とも呼ばれ能生の氏子によって演じられる。
伝承曲目は「振鉾」「候礼」「童羅利」「地久」「能抜頭」「泰平楽」「納蘇利」「弓法楽」「児抜頭」「輪歌」「陵王」の11曲で四天王寺の舞楽の流れを汲むとも伝えられている。中世に中央から伝わった舞楽が地方化を深めて伝承されたものの一つである。 
1973年（昭和48年）11月5日記録作成等の措置を講ずべき無形の民俗文化財に選択され、1980年（昭和55年）1月28日には、天津神社の舞楽とともに糸魚川・能生の舞楽として、重要無形民俗文化財に指定された。